# Джордж Крістофер Вільямс
Джордж Крістофер Вільямс (англ. George Christopher Williams; 12 травня 1926 — 8 вересня 2010) — американський еволюційний біолог.

## Життєпис
Вільямс був професором біології у відставці Державного Університету Нью-Йорку в Стоні-Бруці. Він найбільш відомий за свою різку критику теорії групового відбору. У своїй першій книзі, «Адаптація і природний відбір», він переконував, що адаптація, є «обтяжливим» поняттям, яке потрібно використовувати обережно, і коли вона виникає, природний відбір серед генів або індивідуумів є її найзагальнішим поясненням. Він детально розробив цей вигляд в пізніших книгах і статтях, які сприяли розвитку геноцентричного погляду на еволюцію.
Вільямс також добре відомий своїми працями з еволюції статевого розвитку, яку він також розглядає в термінах природного відбору. Крім того, Вільямс є автором теорії антагоністичної плейотропії, за допомогою якої він розглядає еволюцію процесу старіння.
Вільямс отримав ступень доктора філософії з біології в Університеті Каліфорнії у Лос-Анджелесі в 1955 році. У Стоні-Бруці він викладав курси морської біології, і в своїх книгах він часто використовує приклади з іхтіології. В 1999 році він отримав Крафордівську премія в галузі біологічних наук разом з Ернстом Майром і Джоном Майнардом Смітом.